# Fort Honswijk
Fort Honswijk, oorspronkelijk Fort Willem II geheten, is een fort van de Nieuwe Hollandse Waterlinie (NWH) en ligt op het Eiland van Schalkwijk bij de buurtschap Honswijk in Tull en 't Waal (gemeente Houten) aan de noordoever van de Lek.

## Beschrijving
In 1841 begon men met de bouw van een torenfort op de Noorderlekdijk ten westen van Honswijk. De toren telde drie verdiepingen met op het dak een open batterij. Hiermee werd voorkomen dat een vijand over de Lek of over de dijk in het geïnundeerde gebied naar het westen kon oprukken. In 1848 was het fort gereed.
In de jaren tachtig van de 19e eeuw werd het fort ingrijpend gewijzigd. De komst van de brisantgranaat en betere en zwaardere kanonnen maakte het bakstenen fort kwetsbaar. De bovenste verdieping die van grote afstand doelwit kon zijn, werd afgebroken en aan de oostzijde van de toren werd een contrescarpgalerij gebouwd voorzien van aanaarding. Deze renovatie werd tussen 1878 en 1881 uitgevoerd.
Het fort was in de mobilisatie tijdens de Eerste Wereldoorlog bezet. De bezetting liet later een Reünistenkruis Fort Honswijk 1914-1934 met een afbeelding van het fort vervaardigen. Op het fort konden zo’n 550 tot 650 man worden gehuisvest. Er stonden 34 kanonnen opgesteld op de aarden wallen. Daarnaast waren er tien mitrailleurs en veertien draagbare mortieren.

## Tweede Wereldoorlog
In 1935 is Fort Honswijk korte tijd gebruikt als concentratiekamp. Het was het eerste concentratiekamp van Nederland. Het ontstond nadat Nederland begin januari 1935 met de Gestapo in Berlijn had afgesproken inlichtingen uit te wisselen over communistische activiteiten van bepaalde personen.
Tijdens de mobilisatie van 1939/1940 waren er Nederlandse soldaten gevestigd. Op 14 mei 1940 werd Fort Honswijk zonder slag of stoot ingenomen door het Duitse leger. Na de Tweede Wereldoorlog hebben in Fort Honswijk NSB'ers en mogelijk de Drie van Breda gevangen gezeten. In elk geval hebben Karl Peter Berg, Joseph Kotalla, Joseph F Oberle en Berend Johan Westerveld  er ruim een jaar gevangen gezeten.
Tot 2012 is het fort gebruikt door Defensie. In september 2016 werd bekend dat de gemeente Houten het monumentale fort koopt voor 1 euro van het Rijk. Voor de restauratie stelt de Provincie Utrecht een subsidie van ongeveer 800.000 euro ter beschikking en de gemeente Houten is bereid er maximaal een half miljoen euro in te steken. Op 19 april 2018 is de restauratie van het poortgebouw afgerond. Het gebouw werd in 1878 gebouwd en is uniek voor Nederland. De meeste forten hebben een brug, maar die ontbreekt hier vanwege de waterkerende functie van de toegangsweg. Na de restauratie worden de kamers in het gebouw verhuurd als kantoorruimte.

### Lunet aan de Snel
Iets ten noordoosten van het fort Honswijk ligt de Lunet aan de Snel. Met de bouw hiervan werd in 1845 gestart en een jaar later was het werk gereed. Dit werk moest het Fort Honswijk ondersteunen. Vanaf het lunet loopt een gedekte weg naar het Werk aan de Korte Uitweg. In 1874 werd het lunet verbouwd tot een gesloten aardwerk met bomvrije gebouwen.

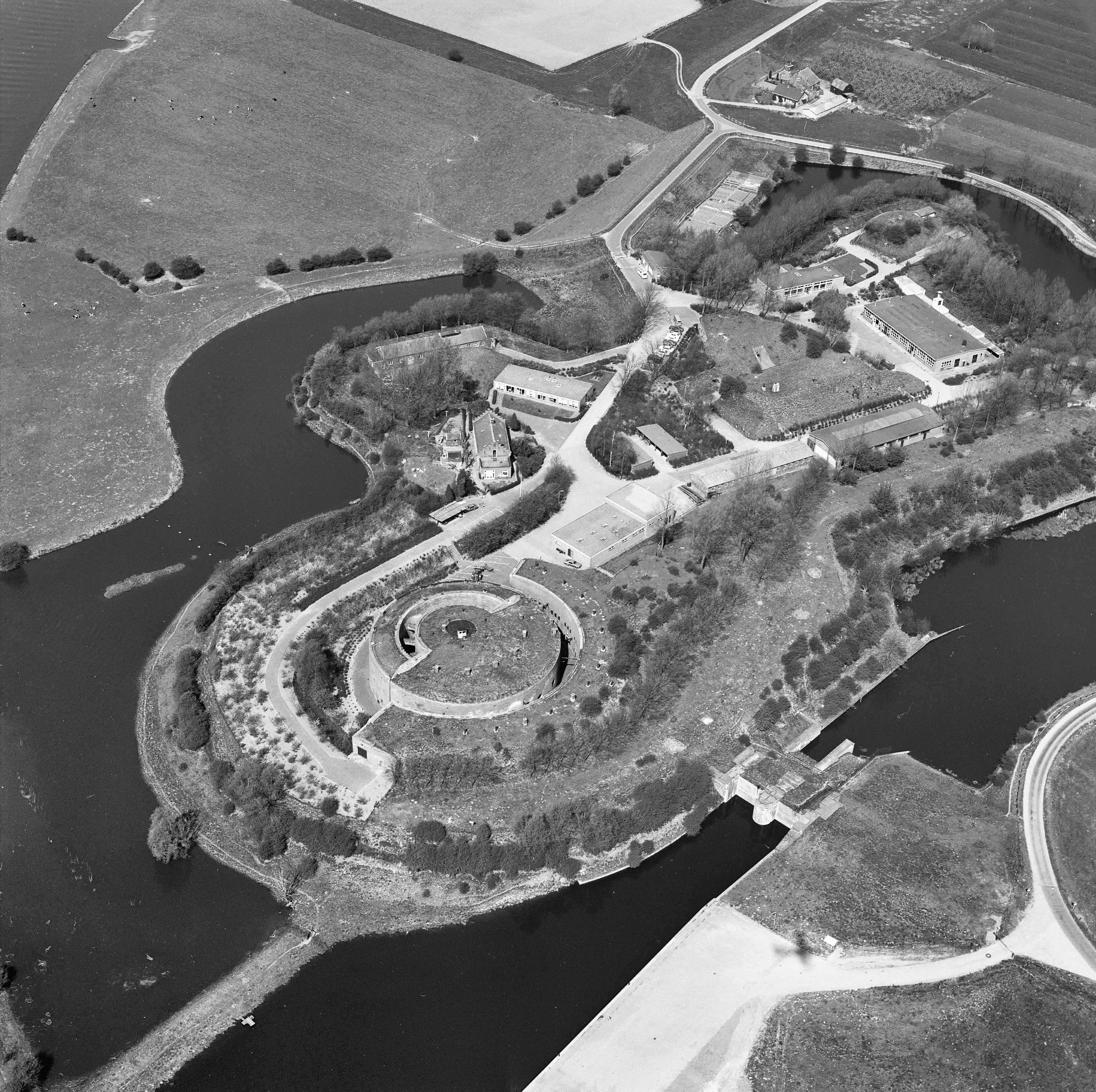
Fort Honswijk met links het torenfort en contrescarpgalerij, rechtsonder de sluis van het inundatiekanaal
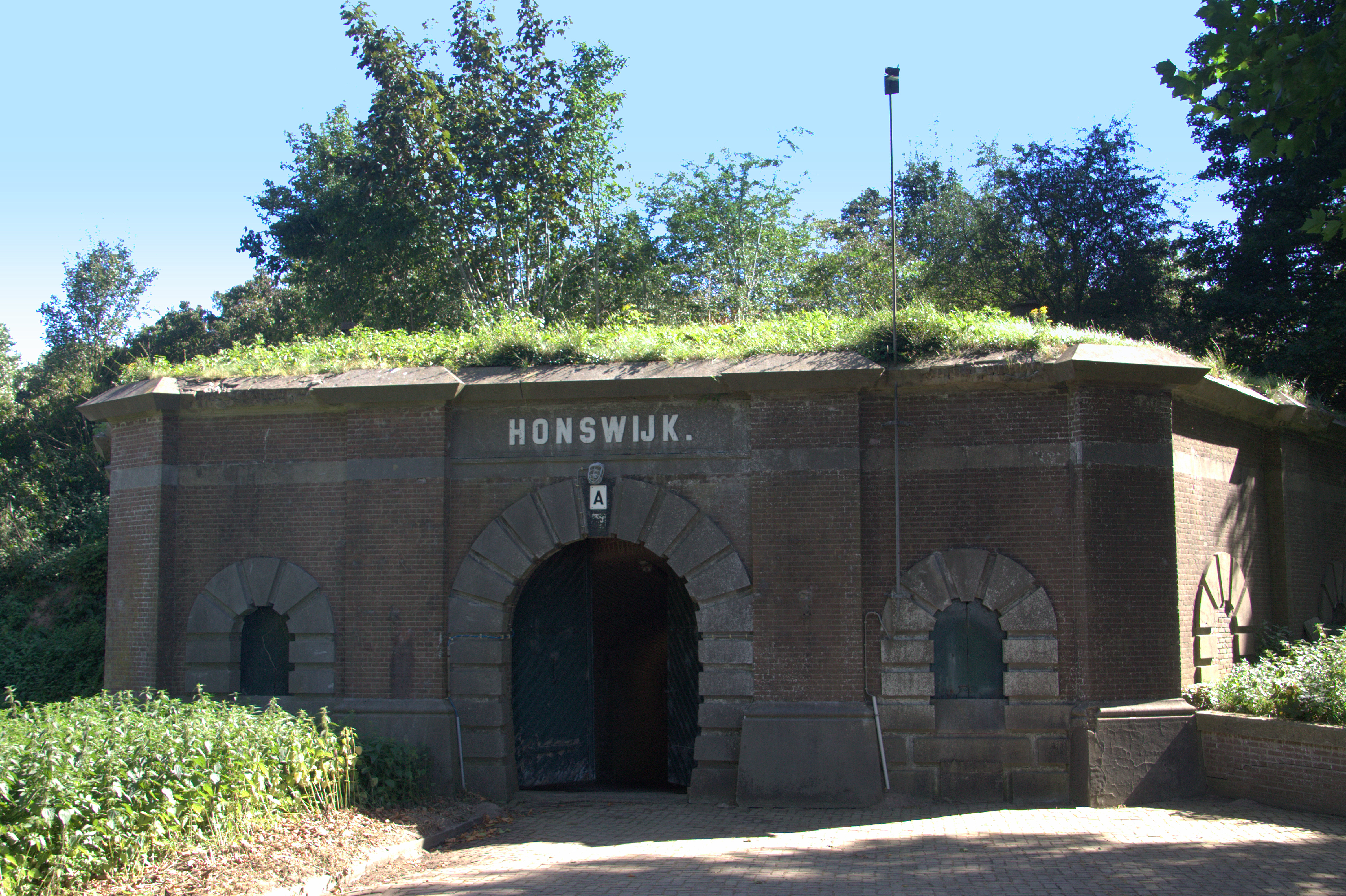
Poortgebouw van het fort
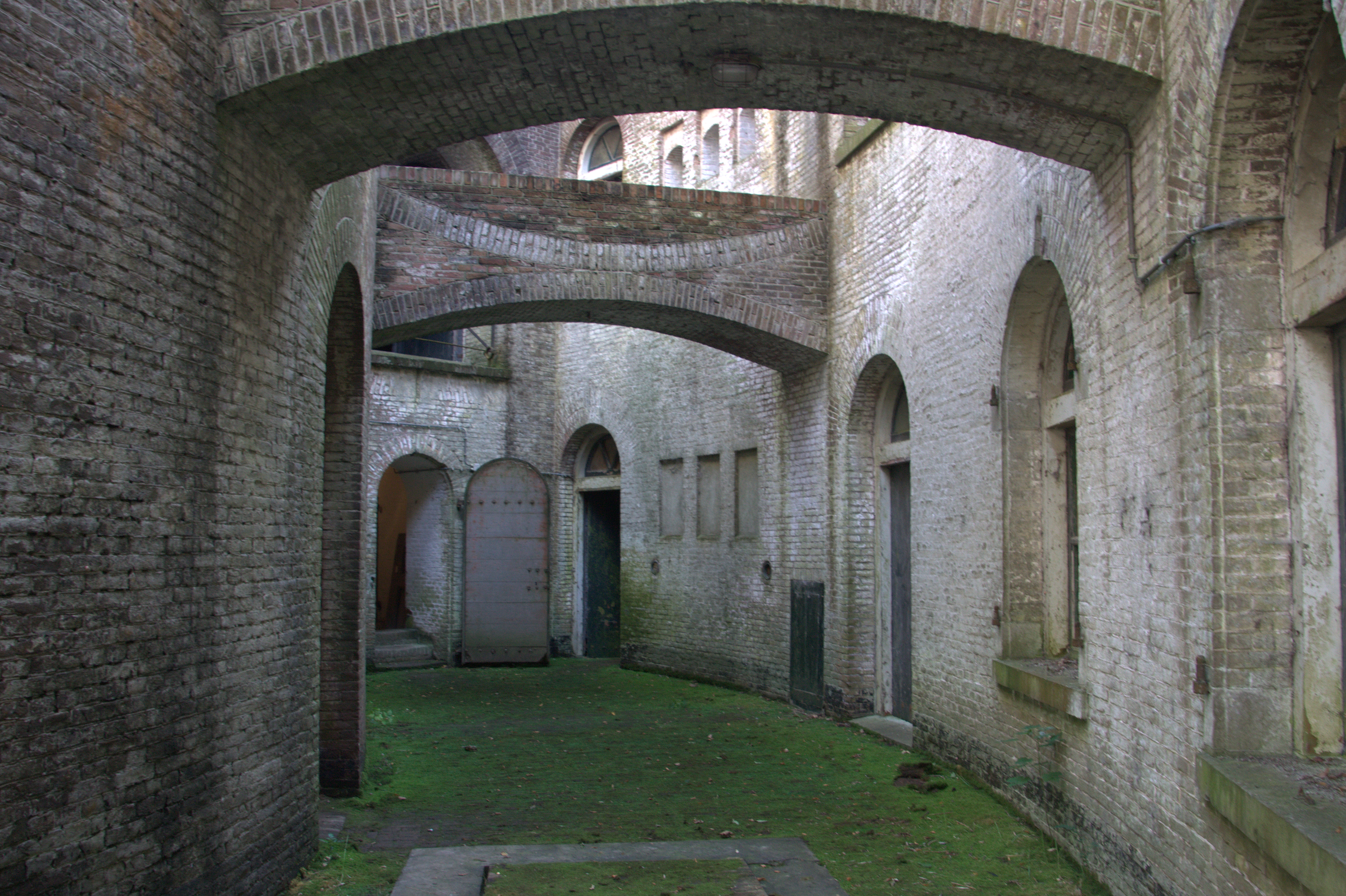
Links het torenfort en rechts de contrescarpgalerij